# Religion illyrienne
La religion illyrienne fait référence aux croyances et pratiques religieuses des peuples illyriens, un groupe de tribus qui parlaient les langues illyriennes et qui ont habité une partie de la péninsule balkanique occidentale depuis au moins le VIIIe siècle av. J.-C. jusqu'au VIIe siècle apr. J.-C.,. Les sources écrites disponibles sont très ténues. Elles consistent essentiellement en des noms de personnes et de lieux, ainsi qu'en quelques gloses tirées de sources classiques.
Encore trop peu étudiées, les traces les plus nombreuses des pratiques religieuses de l'époque pré-romaine sont celles relatives au symbolisme religieux. Les symboles sont représentés dans toutes sortes d'ornements et révèlent que l'objet principal du culte préhistorique des Illyriens était le Soleil,, vénéré dans le cadre d'un système religieux étendu et complexe. La divinité solaire illyrienne est représentée figurativement sur les plaques de l'âge du fer comme le dieu du ciel et de la foudre, également associé à l'autel du feu où il lance des éclairs. Les divinités illyriennes sont mentionnées dans des inscriptions sur des statues, des monuments et des pièces de monnaie de l'époque romaine, et certaines ont été interprétées par des écrivains antiques à travers la religion comparée,. On peut y ajouter un plus grand nombre d'inscriptions de la région des Pouilles, dans le sud-est de l'Italie, écrites en langue messapique, qui est généralement considérée comme apparentée à l'illyrien,,,,bien que cela ait été débattu comme étant principalement spéculatif. Il semble qu'il n'y ait pas de dieu principal unique pour toutes les tribus illyriennes, et un certain nombre de divinités n'apparaissent manifestement que dans des régions spécifiques.
En tant que païens, les Illyriens croyaient aux pouvoirs surnaturels et attribuaient aux divinités des qualités qui se reflétaient dans la vie quotidienne, la santé et la maladie, l'abondance et les catastrophes naturelles. Un certain nombre de toponymes et d'anthroponymes illyriens dérivaient de noms d'animaux et reflétaient les croyances dans les animaux en tant qu'ancêtres et protecteurs mythologiques. Le serpent était l'un des totems animaux les plus importants. Les Illyriens croyaient en la force des sorts et du mauvais œil, au pouvoir magique des amulettes protectrices et bénéfiques qui pouvaient détourner le mauvais œil ou les mauvaises intentions des ennemis,. Le riche éventail de croyances religieuses et de rituels funéraires qui ont émergé en Illyrie, en particulier pendant la période romaine, peut refléter la variation des identités culturelles dans cette région.
Certains aspects des divinités et des croyances des Illyriens proviennent finalement de la mythologie la mythologie proto-indo-européenne. Avec les croyances thraces et daciennes, elle fait partie des mythologies paléo-balkaniques. Les Albanais ont conservé des traces du symbolisme religieux illyrien,, et l'ancienne religion illyrienne est l'une des sources sous-jacentes dont se sont nourries les croyances populaires albanaises,. On trouve également plusieurs traces des cultes illyriens dans les croyances religieuses et superstitieuses des peuples slaves du sud.

## Cultes
Les cultes de la tradition néolithique, en particulier ceux associés à la fertilité de la terre et à l’agriculture en général, ont continué à être pratiqués tout au long de l'âge du bronze et au début de l’âge du fer dans les Balkans occidentaux. Ces traditions comprenaient le culte de la Terre Mère, le culte du soleil et le culte du serpent,. Au début de l'âge du fer, l'art illyrien est géométrique et non figuratif, avec une combinaison de cercles concentriques, de rhomboïdes, de triangles et de lignes brisées. Il s'agit d'un art sévère, dépourvu de fantaisie, destiné aux agriculteurs et aux éleveurs de bétail ou aux guerriers. L'absence d'ornement figuré peut refléter un manque apparent de cultes anthropomorphes au cours du début de l'âge du fer. L'art géométrique de cette période, qui a atteint son apogée au VIIIe siècle av. J.-C., semble être le seul point commun entre les différentes régions illyriennes, car les ornements artistiques découverts après le VIe siècle av. J.-C. témoignent plutôt d'une influence extérieure, principalement de la Grèce archaïque et de l'Italie étrusque.
Les preuves archéologiques démontrent l'existence de deux cultes principaux basés sur deux critères géographiques grossièrement définis : le culte du serpent semble avoir été pratiqué principalement dans les régions méridionales de l'Illyrie, tandis que les symboles de l'oiseau aquatique et du soleil prédominaient dans le nord. Le serpent en tant que symbole de la fertilité, protecteur du foyer et animal chthonien, pourrait également être lié au culte du soleil.

### Soleil
Il y a beaucoup de symboles trouvés dans toute l'Illyrie qui sont associés au Soleil, ce qui laisse à penser que le culte du Soleil était un culte commun aux tribus illyriennes. Les premières preuves figuratives du culte céleste en Illyrie sont fournies par des plaques du VIe siècle av. J.-C. provenant du lac Shkodra, qui appartenait à la zone tribale illyrienne de ce que les sources historiques ont appelé plus tard les Labeatae. Chaque plaque présente conjointement des représentations sacrées du ciel et du soleil, le symbolisme de la foudre et du feu, ainsi que l'arbre sacré et des oiseaux (sans doute des aigles). Nous trouvons une représentation mythologique de la divinité céleste sur ces plaques : la divinité du soleil, animée d'un visage et de deux ailes, lançant des éclairs sur un autel de feu qui, sur certaines plaques, est tenu par deux hommes (parfois sur deux bateaux).
La divinité solaire était souvent représentée par les Illyriens sous la forme d'une figure animale, comme les oiseaux, les serpents et les chevaux, ou représentée géométriquement comme une spirale, un cercle concentrique ou d'une svastika. Cette dernière, se déplaçant dans le sens des aiguilles d'une montre (卍), représentait le mouvement solaire. Plusieurs pendentifs en bronze répandus dans la région ont la forme de symboles solaires tels qu'un disque simple sans rayons, avec quatre rayons qui forment une croix, et avec plus de rayons. Maxime de Tyr (IIe siècle) rapporte que les Péoniens adoraient le soleil sous la forme d'un petit disque rond fixé au sommet d'un poteau. Le disque solaire fixé au sommet d'un poteau est également représenté sur les pièces de monnaies de la ville illyrienne de Damastion. Chez les Liburniens et les Vénitiens, , le disque solaire est représenté sous la forme d'un bateau-soleil porté à travers le firmament.

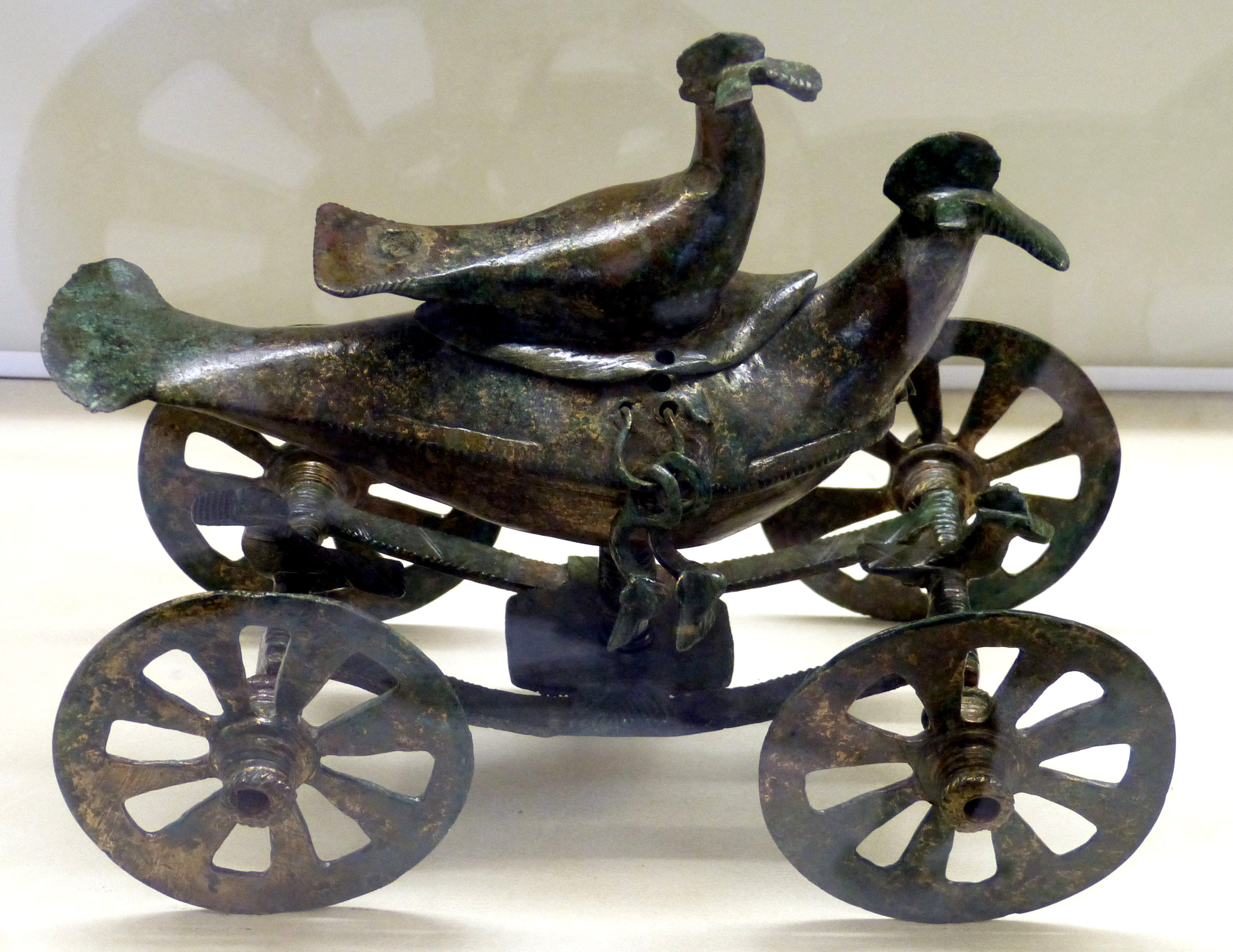
Représentation des symboles solaires les plus courants en Illyrie : oiseaux et cercles à huit rayons, sur un char en bronze de Glasinac du ; hauteur 16,8 cm, longueur 20,4 cm

Les oiseaux aquatiques font partie des symboles solaires les plus fréquents chez les Illyriens, surtout dans le nord. Un grand nombre de pendentifs en forme d'oiseaux aquatiques ont été découverts sur le plateau de Glasinac, dans les régions des Lapydes en Lika, en Liburnie et dans les régions illyriennes de l'Albanie actuelle et de la Macédoine du Nord. À Norique deux temples illyriens dotés d'autels sacrificiels associés au culte du soleil ont été découverts, ils sont érigés sur des sommets montagneux. Des découvertes archéologiques ont montré que les Illyriens et les Thraces pratiquaient des sacrifices rituels au soleil dans des temples ronds construits en hauteur.
Les Thraces avaient une pratique religieuse commune dans tous les Balkan comme le suggère la mythologie paléo-balkanique. Chez les Illyriens, le cerf était un symbole solaire important car il était considéré comme le principal animal sacrificiel offerts au Soleil.
Les Albanais ont conservé des vestiges du culte du soleil jusqu'au XXe siècle dans les cultes agricoles et d'élevage, dans l'artisanat, dans les rituels calendaires, dans les traditions populaires orales et dans l'art. Sous certaines formes, ils perdurent encore aujourd'hui (voir Dielli paganisme albanais). La divinité solaire était vénérée dans le cycle de vie familial, dans le culte du foyer et du feu, de l'eau et des montagnes, dans les engagements d'honneur considérée comme quelque chose de sacré et d'inviolable mais aussi comme source de subsistance, de santé et de fertilité, ou simplement comme objet protecteur utile. Les « feux de l'année » (zjarret e vitit) constituent un élément important du culte du soleil. Les feux de joie ont lieu en Albanie sur les sommets des montagnes, sur les collines et près des maisons, le jour de l'été (début mars) ou le 24 juin, parfois en juillet, en août ou le 24 décembre. Dans les chants albanais des guerriers de la frontière, différents événements sont influencés par le soleil. Les « Montagnes du Soleil » ( Bjeshkët e Diellit ) sont les lieux où opèrent les héros ( Kreshnikët ). Les symboles du soleil se retrouvent en Albanie dans de nombreux ornements décoratifs, et jusqu'au XXe siècle, le culte du soleil figurait sur les tatouages pratiqués par les Albanais ( tatouage traditionnel albanais ) et les catholiques en Bosnie-Herzégovine.

### Serpent
Le culte du serpent était très répandu parmi les Illyriens, surtout dans le sud. L'image du serpent était un symbole de puissance et de fertilité, et le protecteur du foyer domestique,. Cet animal mystique était lié au culte des ancêtres et au complexe magico-religieux de la fertilité de la terre et de la femme. Le culte illyrien du serpent est attesté dans les sources antiques, comme en témoigne la légende mythologique de Cadmus et de sa femme Harmonia, qui, après être venus chez les Illyriens et être morts dans leur patrie, ont continué à vivre après leur mort sous la forme de serpents. Leur fils Illyrios, le héros éponyme de la lignée illyrienne, avait également la forme d'un serpent et à ce titre, il peut être considéré comme le totem suprême des Illyriens,.
Le serpent à une grande importance dans le système symbolique et religieux des Illyriens. On le constate dans de nombreuses découvertes archéologiques dans leurs villages et nécropoles, en particulier en Albanie, en Bosnie-Herzégovine, en Macédoine du Nord et en Serbie. Le serpent était utilisé comme ornement terminal commun pour les objets décoratifs. Une boucle de ceinture en bronze argenté du IIIe siècle av. J.-C. trouvée dans les tombes royales de Selça e Poshtme près du lac d'Ohrid montre une scène de combat entre des guerriers et des cavaliers, avec un serpent géant comme totem protecteur de l'un des cavaliers ; une ceinture très similaire a également été trouvée dans la nécropole de Gostilj près du lac Scutari. Il y a également une statue de l'époque romaine représentant une déesse locale de l'abondance qui a été retrouvée dans la localité de Qesarat ; la déesse tient dans sa main gauche un panier autour duquel un serpent est enroulé. Des figures de proue de serpents apparaissent sur les navires représentés sur les pièces de monnaie Labéates trouvées dans la ville de Çinamak, près de Kukës. D'autres représentations du serpent se retrouvent également dans les monnaies gréco-illyriennes de Byllis, Apollonia, Dyrrhachion, Olympe et Amantia. En Dardanie et en Dalmatie, des autels étaient consacrés au couple serpentin Dracon et Dracaena / Dracontilla,. Plus tard, lorsque la religion chrétienne s'est implantée dans ces contrées, le serpent a été considéré comme un obstacle à la vie spirituelle.
Le culte du serpent s'est perpétué depuis le Moyen Âge jusqu'à nos jours chez les Albanais. Dans les colonies rurales, les anciens ont préservés tous les rites, croyances et pratiques magiques associés à ce culte jusqu'aux dernières décennies du XXe siècle. Le serpent est également considéré comme un guérisseur et un totem protecteur de la famille et de la maison . Il est d'une grande importance puisqu'il est vénéré en tant que divinité chthonienne et aquatique comme en Albanie où il apparaît dans de nombreux symboles décoratifs, dans des  toponymes et des anthroponymes. Dans le sud de la Dalmatie en particulier, il est présent dans la sculpture, l'héraldique et les anthroponymes. On retrouve des symboles du culte du serpent dans de nombreuses manifestations rituelles similaires dans la mythologie slave. À Sutomore au Monténégro, sur l'ancienne côte d'Encheleï, le blavor (« lézard-serpent ») est considéré comme un protecteur de la maison, et c'est un péché de le tuer. Le mot blavor est apparenté à l'albanais <i id="mwAhM">bullar</i> et au mot roumain balaur, qui sont des balkanismes pré-slaves montrant la continuité du culte du serpent parmi les peuples de la région.

### Cavalier
Le cavalier était un héros paléo-balkanique courant. Une boucle de ceinture en bronze argenté datant du IIIe siècle av. J.-C., trouvée à l'intérieur des tombes illyriennes de Selça e Poshtme près de la rive occidentale du lac Lychnidus en territoire dassérien, représente une scène de combat entre guerriers et cavaliers, avec un serpent géant comme totem protecteur de l'un des cavaliers. Une ceinture similaire a également été trouvée dans la nécropole de Gostilj près du lac de Shkodër sur le territoire des Labéates, ce qui indique une pratique commune du culte du héros dans ces régions. Les chercheurs modernes suggèrent que la représentation iconographique du même événement mythologique inclut les cultes illyriens du serpent, de Cadmos et du cavalier,.

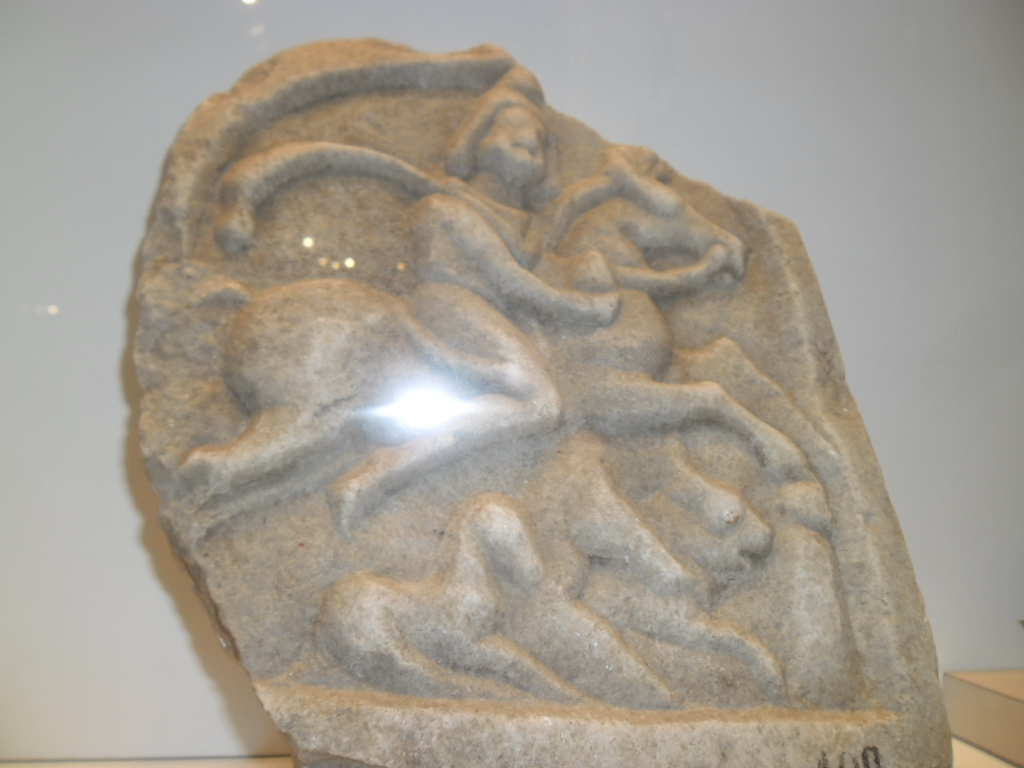
Relief en marbre représentant un cavalier de l'époque romaine, Musée archéologique de Zagreb, Croatie

Les reliefs du cavalier thrace se sont répandus de l'est des Balkans vers l'Illyrie à l'époque romaine, avec l'image typique d'un chasseur à cheval, chevauchant de gauche à droite. Le cavalier thrace a été représenté sur des monuments votifs et funéraires. Un type de monument moins utilisé représentant un cavalier thrace est le médaillon, également trouvé à Sarajevo, en Bosnie-Herzégovine.

## Divinités par région
L'étude de la religion illyrienne est, dans plusieurs cas, insuffisante pour permettre une description, même au niveau des attributs de base des divinités individuelles. La divinité solaire illyrienne, qui était le principal objet de culte des Illyriens, adorée dans le cadre d'un système religieux étendu et complexe, est représentée figurativement sur les plaques de l'âge du fer provenant du lac Shkodra comme le dieu du ciel et de la foudre, également associé à l'autel du feu où il lance des éclairs. La principale source d'information sur les divinités des Illyriens est constituée par les inscriptions de l'époque romaine;   certaines divinités sont également nommées par des auteurs romains et grecs en relation avec le panthéon classique qu'ils connaissaient. D'après la liste de divinités disponible, il ne semble pas y avoir de dieu unique ou dominant partagé par toutes les tribus illyriennes, et un certain nombre de divinités n'apparaissent manifestement que dans des régions spécifiques. En revanche, certains dérivés et épithètes de dieux étaient plus répandus parmi les différentes tribus : de nombreux noms de personnes illyriens sont similaires à la divinité dardanienne Andinus et certaines déesses illyriennes et messapiennes (dont certaines empruntées au grec) partageaient le titre Ana ou Anna, que l'on peut interpréter de manière plausible comme « Mère ».
Les noms illyriens des dieux ne différent pas, dans leurs structures grammaticales, des noms personnels réservés aux humains. Les preuves onomastiques démontrent une division générale entre plusieurs provinces culturelles, qui peuvent parfois se chevaucher : la région méridionale de l'Illyrie, les provinces de la Pannonie moyenne et de la Dalmatie, ainsi que les régions du nord-ouest de la Liburnie et de l'Istrie. D'autres dieux illyriens sont plus rarement attestés en Mésie supérieure (actuelle Macédoine du Nord) et le panthéon peut être étendu aux divinités iapygiennes si l'on suit la théorie illyro-messapienne généralement admise qui postule une migration illyrienne vers le sud-est de l'Italie (actuelle Pouilles ) au début du Ier millénaire av. J.-C..,,.

### Illyrie
Le lexicographe Hésychius d'Alexandrie (Ve ou VIe siècle après J.-C.) mentionne un dieu nommé Dei-pátrous, vénéré à Tymphée comme le Père du Ciel (* Dyēus-Ph 2 tḗr) et apparenté au Dyáuṣ Pitṛ́ védique, du Zeus Patēr grec et du Jupiter romain. Selon le linguiste Émile Benveniste, la région de Tymphée était habitée par une population illyrienne qui pourrait avoir influencé la forme dorique copiée par Hésychius comme « Deipáturos » (Δειπάτυροϛ). La tribu des Parthini vénérait Jupiter Parthinus comme divinité principale, identifiée au principal dieu romain Jupiter. Hésychius rapporte que les Illyriens croyaient en des créatures ressemblant à des satyres appelées Deuadai, ce qui a été interprété comme un diminutif du mot indo-européen hérité pour un « dieu » (*deywós). Le philologue Hans Krahe a soutenu que Satyros (Σάτυρος) pourrait être d'origine illyrienne.
Le nom de Redon apparaît dans des inscriptions trouvées à Santa Maria di Leuca (aujourd'hui Lecce) et sur des pièces de monnaie frappées par la ville illyrienne de Lezhë, ce qui suggère qu'il était vénéré en tant que divinité tutélaire de la ville et probablement en tant que dieu de la mer. Le fait que Redon soit toujours représenté sur les pièces portant un pétase démontre un lien avec les voyages et la navigation, C'est pour cette raison que les historiens pensent que Redon était la divinité protectrice des voyageurs et des marins. En effet, les inscriptions de Santa Maria di Leuca ont été gravées par les équipages de deux navires marchands romains armés par des Illyriens. Des inscriptions mentionnant Redon ont également été trouvées dans des découvertes archéologiques de Durrës après l'établissement d'une colonie romaine dans ce lieu ainsi que sur des pièces de monnaie provenant des villes illyriennes de Daorson et de Shkodër, et même dans des fouilles archéologiques de Durrës après l'établissement d'une colonie romaine dans cette ville. Il y a un un promontoire situé près de Durrës dans le Kepi i Rodonit (« Cap de Rodon ») albanais, un promontoire situé près de Durrës qui pourrait être considéré comme un sanctuaire illyrien dédié au dieu des marins dans le passé.
Prende, largement vénérée par les Albanais comme la déesse de l'aube, de l'amour, de la beauté, de la fertilité et de la protection des femmes, est considérée comme une déesse de l'amour illyrienne. Le nom Perëndi trouvé en albanais pour désigner « dieu, divinité, ciel » est considéré par certains chercheurs comme un nom apparenté au dieu météorologique proto-indo-européen * Perk <sup id="mwAu4">w</sup> unos , dérivant de la racine *per- (« frapper »), et attaché aux suffixes -en- et -di/dei, le dieu du ciel illyrien,. Cela en ferait un possible dieu du tonnerre illyrien. Le feu était manifestement divinisé sous le nom d'Enji, qui a été interprété comme un cognat du dieu du feu védique Agni, descendant de la racine *H <sub id="mwAww">x</sub> n̩g <sup id="mwAw0">w</sup> nis, le feu divinisé proto-indo-européen. Enji, Prende et probablement Perëndi sont considérés comme ayant été adorés par les Illyriens jusqu'à la propagation du christianisme dans la région, après quoi Enji a été rétrogradé au statut de démon, mais son nom a survécu dans la langue albanaise pour désigner le jeudi (enjte). Prende a également été hérité en tant que racine du Vendredi (premte) et de Sainte Vénère (Shënepremte), tandis que Perëndi a été conservé comme nom de Dieu.
Un dieu illyrien nommé Médaure est mentionné dans une dédicace de Lambaesis (Numidie) réalisée par un légat romain originaire de la ville illyrienne de Risinium (actuel Monténégro). On retrouve plus rarement ce nom sur d'autres inscriptions trouvée à Risinium, gravée par les Peripolarchoi, les gardes-frontières de la ville, ainsi qu'à Santa Maria di Leuca, où Medaurus est le nom divin donné à un navire marchand. Représenté à cheval et portant une lance, Médaure était la divinité protectrice de Risinium, dont une statue équestre monumentale dominait la ville depuis l'acropole. Il était peut-être aussi considéré comme un dieu de la guerre pour les soldats illyriens qui combattaient dans les légions romaines le long du limes, en particulier pendant les guerres marcomanes (166-180 apr. J.-C.).

### Dalmatie et Pannonie
La Dalmatie et la Pannonie sont gouvernées par l'Empire romain et regroupées au sein de la province d'Illyrie depuis la création de l'empire en 27 av. J.-C. jusqu'au règne de Vespasien en 69-79 apr. J.-C., au cours duquel elles furent séparées en deux provinces différentes. Dès le début du règne de Septime Sévère en 193, les Pannoniens commencent à adopter des divinités romaines ou à mettre l'accent sur des dieux locaux compatibles avec les cultes romains. Sedatus, Epona, Mars Latobius, Jupiter Optimus Maximus Teutanus et d'autres divinités non illyriennes ont donc été introduites par des étrangers romains et celtes dans la région, et la religion locale est à peine traçable avant la période sévérienne.

#### Culte de Silvain

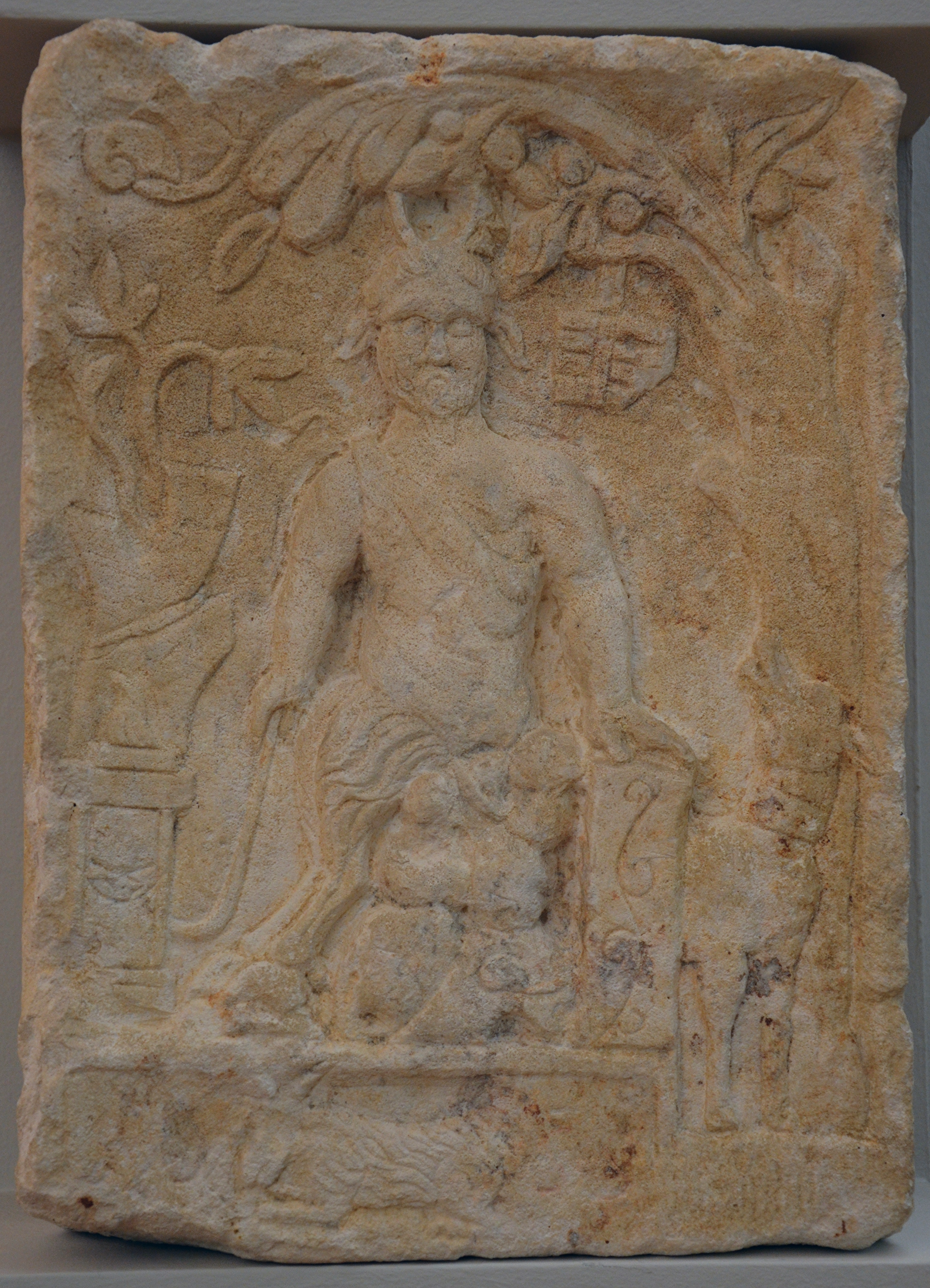
Relief votif de Silvain avec une iconographie de Pan ; de Split, Croatie, vers le IIe siècle et IIIe siècle siècles.

Le culte de Silvanus, la divinité tutélaire romaine de la nature, des bois et des champs, était l'une des traditions rituelles les plus populaires en Dalmatie et en Pannonie à l'époque romaine. Silvain était si familier dans la région que son nom était souvent abrégé sur les inscriptions. La représentation de Silvanus en Dalmatie différait de celle du reste de l'Empire romain, certains éléments n'étant communs qu'avec la Pannonie. Silvanus était représenté avec des attributs généralement liés à Pan, tels que des pattes de bouc, des cornes, une flûte de Pan, une houlette, des raisins ou d'autres fruits, et il était escorté par une chèvre et des compagnes féminines (Diane et les nymphes ). Plusieurs cognomen ont été attribuées à Silvanus en particulier, comme Domesticus, où il était représenté comme un paysan barbu avec son chien de garde, tenant le couteau d'un vigneron ou d'un jardinier. Sous le nom de Silvanus Messor, il était le protecteur des récoltes, tandis que l'épithète Silvestris, souvent associée à Diane et aux Nymphes, représentait le chasseur et l'identité rurale des bois.
Certains chercheurs ont interprété ces particularités en pensant que Silvanus était une divinité indigène ressemblant à Pan, mais reconnue par les auteurs classiques comme « Silvanus » dans l'optique de l'interpretatio romana. Ils associent généralement les représentations de Silvanus avec un phallus en érection aux cultes préromains de la fertilité découverts plus tôt dans la région, en particulier les représentations ithyphalliques locales de l'âge du fer. Le culte de Silvanus était également plus fréquent dans les villes du cœur de la Dalmatie, comme Vrlika, que dans les colonies gréco-romaines de la côte, comme Narona. Une opinion différente considère le culte de Silvanus en Dalmatie et en Pannonie comme une tradition d'origine italienne finalement adoptée par les populations balkaniques vivant dans les régions romanisées au cours du deuxième siècle de notre ère. L'association de Silvanus avec la divinité phrygienne Attis apparaît également en Dalmatie et plus au nord  en Aquilée (Italie).
Les Silvanae, dont le nom est le pluriel féminin de Silvanus, figurent sur de nombreuses dédicaces en Pannonie. Comme la plupart d'entre elles ont été trouvées dans l'ouest des Balkans plutôt qu'en Italie, il est possible qu'elles aient représenté des nymphes illyriennes. Dans les sources chaudes de Topusko (Pannonie supérieure), des autels sacrificiels ont été dédiés à Thana et Vidasus, dont les noms sont invariablement accolés en tant que compagnons. Vidasus est identifié à Silvain et son nom pourrait dériver de la racine PIE * wid h u - (« arbre, forêt »), avec un cognat possible dans le dieu nordique Víðarr, dont on dit qu'il vit au milieu des herbes hautes et des broussailles. Thana, comparée à la déesse romaine Diane, était la divinité de la forêt et de la chasse. Des chercheurs ont affirmé que Thana avait survécu sous la forme de Zana dans la mythologie albanaise, et qu'on la retrouve aujourd'hui dans l'image de la « mère Yana » dans le folklore serbe.

#### Culte de la liberté
La divinité romaine du vin, de la fertilité et de la liberté, Liber, était vénérée en Dalmatie, avec les attributs de Silvanus et ceux de Terminus, le dieu protecteur des frontières. Son culte était plus répandu dans les provinces balkaniques qu'en Italie, avec des centres de culte importants à Salone et Narona. Sur les îles de Brač et de Korčula, Liber était vénéré sous l'épithète Torcle(n)sis en tant que dieu du pressoir. Certainement en raison d'un mélange de traditions locales sous influence hellénistique, il était souvent associé à Dionysos, le dieu grec du vin, de la fertilité et de l'extase religieuse. Une statue de Liber-Dionysos-Bacchus a été érigée à Trogir, et un relief d'Omiš le représente comme un Dionysos efféminé portant des branches de vigne et tenant un thyrse. Un autre relief de Livno le dépeint avec un thyrse et un serpent, ou avec un vase et un chien, un syncrétisme possible avec le dieu grec de la médecine Asclépios. Une version féminine nommée Libera a également été découverte dans des inscriptions de Hvar, Bihać, Zenica, Zemun et Humac.

#### Autres divinités
Tadenus était une divinité dalmate portant l'identité ou l'épithète d'Apollon dans des inscriptions trouvées près de la source de la rivière Bosna. Son identité n'est pas connue et son nom pourrait être d'origine thrace. Un souverain local nommé Ionios apparaît sur des inscriptions gravées sur des pièces de monnaie dalmates. Ses dimensions mythiques ont été soulignées par les chercheurs, et il semble probable qu'il ait reçu son nom d'un prédécesseur mythique. Les Delmatae avaient également Armatus comme dieu de la guerre à Delminium. Deux autels lui ont été dédiés sous le nom d'Armatus Augustus en Dalmatie, et bien qu'il ait été enregistré sous un nom latin, la divinité était probablement d'origine autochtone.
Aecorna (ou Arquornia ) était une déesse vénérée exclusivement dans le bassin d'Emona, dans les villes de Nauportus et d'Emona (Pannonie supérieure), où elle était la divinité la plus importante après Jupiter. Les premiers témoignages de son culte apparaissent dans des inscriptions datant de 50 av. J.-C. à 30 av. J.-C., et elle est très probablement d'origine indigène,. Aecorna a été interprétée comme une déesse lacustre ou comme une patronne du trafic fluvial le long de la Ljubjanica. Laburus était également une divinité locale adorée à Emona. Son nom a été retrouvé sur un autel érigé à Fužine, dans un site dangereux pour la navigation près des rapides de la rivière Ljubjanica. Laburus pourrait donc avoir été une divinité protégeant les bateliers naviguant dans ces rapides périlleux. Les mystères mithraïques orientaux se sont également répandus en Pannonie pendant la période romaine, avec un centre de culte important à Poetovio.

### Liburnie et Istrie
Les déesses Iutossica et Anzotica, cette dernière étant identifiée à Vénus, étaient vénérées en Liburnie. Certaines divinités sont connues exclusivement en Istrie, comme Nebres, Malesocus, Iria ou Boria, un dieu de la montagne (de l'illyrien *bora, « montagne »). D'autres dieux locaux comprennent Latra, Sentona, et la nymphe Ica dont un monument a été érigé en son honneur à proximité d'une source qui porte toujours son nom à Flanona,. Bindus, identifié à Neptune, était vénéré chez les Lapydes comme la divinité gardienne des sources et des mers. Cela est attesté par les autels qui lui ont été dédiés par les chefs de tribus aux sources Privilica, près de Bihać. La déesse istrienne Heia était vénérée sur l'île de Pag dans le cadre d'un syncrétisme avec la déesse romaine Bona Dea au début du Ier siècle apr. J.-C. Elle est également authentifiée dans les villes de Nesactium et de Pula.

### Mésie Supérieure
La région de Mésie supérieure présentait une grande variété de croyances culturelles, car elle se trouvait à la frontière culturelle entre l'Occident latin et l'Orient grec. L'identité débattue de tribus telles que les Dardaniens, interprétés comme étant soit illyriens, soit thraces ou les Péoniens, également situés entre les Dardaniens et les Macédoniens, repose sur le fait qu'ils habitaient une zone de contact entre Illyriens et Thraces où les deux cultures se sont entrelacées sur une longue période.
La divinité dardanienne Andinus était adorée dans une région dominée par les dieux thraces. La seule indice qu'il en reste est un nom gravé sur un autel dédié par un beneficiarus (« un étranger »). Des variantes comme Andia ou Andio étaient également courantes chez les Dardaniens et de nombreux noms de personnes illyriens se retrouvent sous des formes comme Andes, Andueia ou Andena. Les Péoniens honoraient un dieu nommé Dualos, l'équivalent de Dionysos. Son nom a été comparé à l'albanais dej (« ivre ») et au gothique dwals (« un fou »), ce qui renforce les relations de la divinité péonienne avec le vin et l'ivresse.

### Pouilles
Les tribus iapygiennes (les Messapiens, les Dauniens et les Peucétiens) partageaient toutes le messapique comme langue commune jusqu'à la conquête romaine des Pouilles à partir de la fin du IVe siècle av. J.-C.. Le messapique était probablement apparenté aux langues illyriennes parlées de l'autre côté de la mer Adriatique, car les sources anciennes et les chercheurs modernes ont décrit une migration illyrienne vers l'Italie au début du premier millénaire av. J.-C.,. La religion préromaine des Iapyges apparaît comme un substrat d'éléments indigènes mélangés à la mythologie grecque. En fait, la conquête romaine a probablement accéléré l'hellénisation d'une région déjà influencée par les contacts avec la Grande-Grèce, qui est un ensemble de colonies que les Grecs avaient fondées dans le sud-est de l'Italie au VIIIe siècle av. J.-C. (Tarente en particulier), après de premières incursions des siècles plus tôt pendant la période mycénienne. Aphrodite et Athéna étaient donc vénérées dans les Pouilles sous les noms d'Aprodita et d'Athana, respectivement.
Massimo Pallottino indique que les croyances indigènes iapygiennes mettaient en avant les pouvoirs curatifs du Hérôon du dieu Podalire et l'accomplissement des oracles pour quiconque dormait enveloppé dans la peau d'une brebis sacrifiée. Menzanas était une divinité locale de Messapie dont le nom se traduit littéralement par « Seigneur des chevaux ». Il était souvent vénéré sous l'épithète de Jupiter Menzanas, et des chevaux lui étaient sacrifiés en étant jetés vivants dans un feu,. Formé à l'origine comme *mendyo-no-, le nom Menzanas dérive de la racine *mendyo- (« poulain »), attachée au suffixe PIE -nos (« contrôleur de, seigneur de »). Le culte de Jupiter Menzanas, connu au moins depuis Verrius Flaccus (vers 55 av. J.-C. – 20 apr. J.-C.), est probablement une coutume indigène éventuellement influencée par les peuples italiques voisins. En fait, le dieu du ciel natif des Messapiens, Zis (ou Dis), était également adoré sous l'aspect de Zis Menzanas. Attesté au début du VIe siècle av. J.-C., Zis n'est pas un mot d'emprunt adapté du grec Zeus, mais un héritage parallèle du dieu du ciel proto-indo-européen * Dyēus (via une forme intermédiaire *dyēs ), et d'autres liens de parenté naturelles apparaissent en albanais Zojz, en védique Dyáuṣ, en latin Jovis ( *Djous ) et en illyrien Dei(-pátrous). Dans la ville de Taras, la tarente antique, le dieu Dís (Δίς) a probablement été emprunté aux Messapiens voisins.
La déesse Venas (< *wenos ), également une divinité héritée (cognate avec le latin Vénus ou au vieil indien vánas « désir »), est souvent invoquée avec le dieu du ciel Zis (kla(o)hi Zis Venas, « écoutez, Zis (et) Venas ») et avec un dieu inconnu, Taotor (Θautour), probablement lié à la « tribu » ou à la « communauté » puisque son nom provient du PIE *teutéh a - (« peuple »). Lahona était le nom d'une divinité messapienne vénérée en tant qu'épithète d'Aphrodite : ana aprodita lahona. Elle apparaît dans des inscriptions votives trouvées à Ceglie Messapica, et la dédicace a été traduite soit par « À la déesse Aphrodite Lahona », soit par « Mère Aphrodite Lahona ». Le théonyme Thana, attesté dans des inscriptions messapiennes, se retrouve également sur des autels dalmates.
La déesse Damatura (ou Damatira ), pourrait être d'origine messapienne plutôt qu'un emprunt au grec Déméter, avec une forme dā- (« terre », à comparer avec l'albanais : dhe) attaché à -matura (« mère ») et apparenté au dieu illyrien Dei-pátrous (dei-, « ciel », attaché à - pátrous, « père »),,. Cette théorie a été soutenue par Vittore Pisani (1935) et Georgiev (1937), même si elle a été rejetée par Kretschmer (1939), elle a été plus récemment soulignée et appuyée par Çabej, Bardhyl Demiraj (1997) et Martin Litchfield West (2007) qui note en outre que « le parallélisme formel entre [ Damatura et Deipaturos ] peut favoriser leur association, mais les preuves de cette liaison manquent. Quant à Robert Stephen Paul Beekes (2009) et De Simone (2017), ils y voient plutôt un emprunt au grec.

## Sanctuaires

### Feu perpétuel

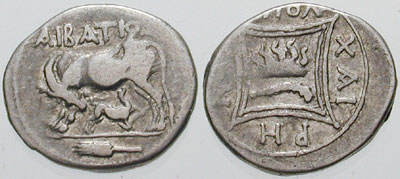
Une pièce de monnaie du provenant d'Apollonia représentant le feu perpétuel du nymphaion.

Le feu perpétuel du sanctuaire de Nymphaion était un lieu de culte situé dans le sud de l'Illyrie, réputé tout au long de l'Antiquité classique pour ses caractéristiques naturelles uniques. Il était situé autour du cours inférieur de la rivière Vjosë/Aoos près de l'ancienne Apollonia, de Byllis et de l'actuelle Sélénica, en Albanie. Cette région était occupée par les Illyriens avant l'époque coloniale archaïque, et le site était probablement déjà un lieu de culte en raison de ses propriétés physiques particulières. Selon des récits littéraires anciens, le feu du sanctuaire ne s'est jamais éteint avant une guerre ancienne entre Apollonia et les Illyriens. Il est probablement passé à Apollonia au moment de la victoire apollinienne sur Thronium (Ve siècle av. J.-C.). Des inscriptions d'Apollonia et de Byllis mentionnent le sanctuaire, et des pièces de monnaie de ces mêmes villes représentent le feu éternel, ainsi que des nymphes qui l'entourent,.
Dans sa description du site, Strabon (né vers 63 av. J.-C. et mort après 23 ap. J.-C.) rapporte qu'un feu jaillit d'une pierre et que, sous celle-ci, se trouve une source d'eau chaude et d'asphalte. Pline l'Ancien (Ier siècle), dans sa description basée sur les récits de l'historien Théopompe (IVe siècle av. J.-C.), rapporte que même si le feu est situé au milieu d'une épaisse forêt, il est très agréable car il n'abîme pas la verdure qui l'entoure et le cratère toujours allumé du nymphaion est situé près d'une source d'eau froide. Pline rapporte une forme de divination publique selon laquelle le bien-être des Apolloniates était lié à la constance de la source de feu. Il donne également la position géographique du sanctuaire du feu : à la frontière de l'Apollonie, où vivaient les barbares Amantes et Bylliones. Dion Cassius (IIe et IIIe siècles) rapporte une description du sanctuaire du feu comprenant les pratiques liées à l'oracle fourni par le grand feu, donnant une explication plus détaillée d'une forme privée de divination,. Dion a également exprimé dans d'autres récits son émerveillement devant la verdure et l'humidité du site malgré la présence de son feu.
Le sanctuaire du feu était associé au culte des nymphes. Un relief trouvé près de Byllis montre les nymphes et un tissu enroulé autour du feu du nymphaion. Une scène similaire est également représentée sur une pièce d'argent d'Apollonia du Ier siècle av. J.-C. qui montre trois nymphes dansant autour du feu du nymphaion,. D'origine très ancienne, le culte indigène des nymphes en Illyrie a influencé Apollonia. La poursuite du culte des nymphes à l'époque impériale romaine à Apollonia est attestée par une inscription grecque du IIe siècle apr. J.-C.qui rapporte des noms illyriens. Outre la demeure naturelle des nymphes, le site était également considéré comme un endroit magnifique et luxuriant attirant les satyres.

## Mythologie

### Cosmologie
L'opinion selon laquelle les Illyriens n'auraient pas développé une cosmologie uniforme sur laquelle centrer leurs pratiques religieuses est incompatible avec la découverte d'un monument représentant un labyrinthe rond dédié à la « déesse dardanienne » de Smira. Ce monument témoigne des connaissances cosmogoniques et cosmologiques des Dardaniens. Le labyrinthe a été réalisé à partir du concept de la trinité. Une approche numérologique et géométrique est utilisée à travers un champ holographique multidimensionnel, qui illustre la perception dardanienne de l'ordre cosmique et de l'interconnexion entre le monde matériel et le royaume supérieur.

### Légendes
L'absence d'ornements figuratifs au cours du premier âge du fer peut refléter l'absence apparente de mythologie chez les Illyriens à cette époque. La tradition mythologique la plus profondément enracinée parmi les populations du nord-ouest des Balkans était la légende de Cadmus et Harmonia ; les autres légendes étaient celles de Bato et des Cadméens. Le mythe de la paire héroïque Cadmus et Harmonia était strictement lié aux Enchelei et au territoire qu'ils habitaient : la Béotie et l'Illyrie.

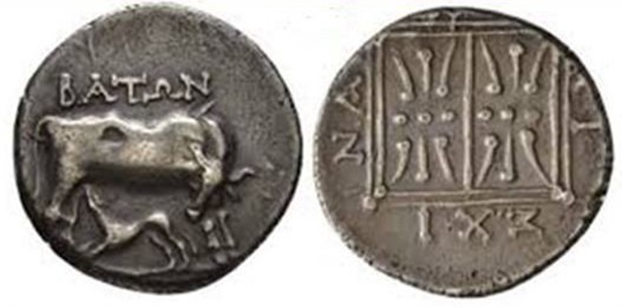
Pièce de monnaie d'Apollonia portant l'inscription ΒΑΤΩΝ. Le nom Bato/Baton était très répandu chez les Illyriens, souvent lié aux légendes, à la religion et aux cultes.

À l'époque romaine, Bato était l'un des noms illyriens les plus remarquables, qui était peut-être à l'origine un nomen sacrum, et qui est remarquablement répandu mais concentré en Illyrie, à Thèbes et à Troade, avec la présence d'un temple qui lui est dédié à Argos, comme l'a rapporté Pausanias. Dans toutes les régions, il est lié à des légendes et à la religion, ce qui laisse supposer un culte ancien. Selon un récit légendaire rapporté par Polybe, cité par Étienne de Byzance, après la disparition d'Amphiaraos, son cocher Baton s'installa en Illyrie, près du pays des Enchelei.
Les significations de noms de personnes composés comme Veskleves ( littéralement « bonne renommée », c'est-à-dire « possédant une bonne renommée ») a été interprétée comme un indicateur d'une tradition épique orale parmi les Illyriens,.
Si l'on en croit une tradition rapportée par Appien, le roi d'Illyrie Epidamnos serait le fondateur éponyme de la ville Epidamnos. Son petit-fils Dyrrhaque, fils de Mélissa, la fille d'Epidamnos et de Poséidon, fonda un port qui fut appelé Dyrrhachion. Selon cette légende, lorsque Dyrrhaque fut attaqué par ses propres frères, le héros Héraclès, à qui l'on avait promis une partie de la terre illyrienne, vint à son secours, mais dans le combat, le héros tua par erreur Ionius, le fils de son allié Dyrrhaque. Lors des funérailles, Héraclès jeta le corps de Ionius dans la mer, désormais nommée mer Ionienne,. La généalogie de la fondation de Dyrrhachium, sur la côte Adriatique, compte parmi ses fondateurs des Illyriens (le roi illyrien Epidamnos et son petit-fils Dyrrachos), des Grecs (le Corinthien Falio, descendant d'Héraclès), des héros (Héraclès, qui s'est vu attribuer une partie des terres) et des dieux (Poséidon, en tant que père de Dyrrachos). L'émergence d'une tradition mixte aux aspects apparemment divergents (Héraclès en tant que « dieu » et roi grec d'une part, Epidamnos et son petit-fils Dyrrachos en tant qu'Illyriens d'autre part) a probablement été déterminée par la perception d'une action profane menée par les colons, que seule une nouvelle tradition héroïque et divine aurait pu justifier. Compte tenu du processus d'hellénisation auquel les aristocraties locales illyriennes ont adhéré très tôt, il est concevable que cette tradition soit considérée comme construite à la fois par les colons et par la population taulantienne hellénisée.
Il a été avancé que la légende d’ Énée a été transmise en Italie et à Rome par l'intermédiaire de l'Illyrie. De même, on peut expliquer la forme latine peu claire Ulixes du nom Ulysse.

### Totémisme
Le totémisme illyrien est connu presque exclusivement par les noms tribaux, toponymes et anthroponymes des tribus illyriennes, qui ont été tirés du monde animal et végétal, reflétant une relation étroite des peuples illyriens avec la nature,. Parmi ces cas, on peut citer : Enchelei, « le peuple de l' anguille » (cf. albanais : ngjalë, grec ancien : ἔγχελυς, latin : anguilla ) ; Taulanti, « peuple de l' hirondelle » (cf. albanais : Tallandyshe, également reflété dans la traduction grecque χελῑδόν, khelīdṓn ) ; Delmatai, « le peuple des moutons » (cf. albanais : delmë ) ; Dardani, « peuple de la poire » (cf. albanais : dardhë ) ; Peuketi, « le peuple du pin » (cf. Grec ancien : πεύχη, peúkē, de TARTE : *pewḱ- ) ; Ulkinium, « ville du loup » (cf. albanais : ulk, du PIE : *wĺ̥k w os ); Delminium, « ville des moutons » (même racine que Delmatai),,. De nombreuses tribus croyaient à la protection de certains animaux et plantes, ressentant également un lien ancestral avec eux. Le totémisme, concept anthropologique basé sur le principe du totem, met en valeur les anciennes relations sociales et conceptions religieuses des Illyriens et de leurs prédécesseurs, qui se traduit par un ensemble de traditions encore vivantes à l'époque l'époque romaine.

## Magie et superstition
Comme le rapportent d'anciens écrivains romains, les Illyriens croyaient à la force des sorts et au mauvais œil. De nombreux exemples d'objets ayant la forme d'un phallus, d'une main, d'une jambe ou de dents d'animaux témoignent de la croyance en la force protectrice et bénéfique des amulettes.

## Enterrement et vie après la mort
À l'âge du bronze, ces peuples construisaient à la fois des tombes plates et des tumulus. On considère que l'inhumation en tumulus a été importée par la première vague indo-européenne qui s'est répandue dans les Balkans vers le début de l'âge du bronze. Une fois apparue, surtout en Illyrie, centrale et méridionale, cette forme d'inhumation s'est poursuivie sans interruption tout au long de la fin de l'âge du bronze et du début de l'âge du fer, devenant à cette époque une composante spécifique de la tradition ethnique illyrienne. Au cours de l'âge du bronze et jusqu'au début de l'âge du fer, la pratique funéraire la plus courante consistait à exposer le corps en position contractée, une tradition remontant à l'époque Néolithique. La coutume de l'inhumation dans des tumulus en position contractée, qui est également apparue enItalie du Sud, en particulier dans les Pouilles, suggère un déplacement des peuples illyriens depuis la rive orientale de l'Adriatique au début du premier millénaire avant J.-C.. La crémation, en revanche, était très rare, mais elle n'a pas été interrompue à l'âge du bronze moyen.
A la fin du VIe siècle av. J.-C. et au début du Ve siècle av. J.-C., l'augmentation des tombes à incinération dans la culture de Glasinac a été interprétée comme un éventuel effondrement de la structure tribale qui aurait conduit à des changements dans la croyance religieuse dominante. Le passage de l’inhumation à la crémation est considéré comme une marque de l'arrivée de nouveaux peuples venus du nord. En fait, la crémation est devenue un rite plus courant parmi les Illyriens du nord, tandis que l'inhumation est restée le rite dominant dans le sud. Le passage progressif du rite de la crémation à celui de l'inhumation pendant la période romaine peut être interprété comme le signe d'une plus grande préoccupation pour l'au-delà. Le riche éventail de croyances religieuses et de rituels funéraires qui ont émergé en Illyrie, en particulier pendant la période romaine, est un indicateur de la variation des identités culturelles dans cette région.